# イリノイ・ターミナル鉄道
イリノイ・ターミナル鉄道（報告記号:ITC）、1937年まではイリノイ・トラクション・システムと称していた、とはイリノイ州の中央部と南部で1896年から1982年まで大規模な旅客輸送と貨物輸送を行っていたインターアーバン（都市間電気鉄道）である。大不況の際、イリノイ・トラクションは資金繰りに行き詰まり、再編を余儀なくされ、ピオリア、ダンビル、セントルイスなどの主要な蒸気鉄道のターミナルを結び貨物の相互連絡を行うという当初の会社の目的を反映した名前として「イリノイ・ターミナル」という名前を採用した。インターアーバンとしての旅客輸送は徐々に削減されていき、1956年には終了した。貨物輸送は続けられたが、小半径の急曲線を通過しなければならない狭い併用軌道区間がいくつかの町にあったことが障害となっていた。1956年にITCは接続鉄道の連合体に合併された。

## 歴史
ITCはイリノイ・パワー・アンド・ライト社の関連会社であるイリノイ・トラクション・システム(ITS)に実業家のウィリアム・B・マッキンリーが統合した一連のインターアーバンの後継の会社である。イリノイ・トラクション・システムはその最盛期にはイリノイ州の中央部と南部で900kmに及ぶ路線網で電気鉄道による旅客輸送を行っていた。この会社の本線はセントルイスからイリノイ州のスプリングフィールドまで延び、さらにスプリングフィールドから北西のピオリア 、東のダンビルへ支線が伸びていた。関連の路面電車が多くの本線の通る街で地元客の輸送を行っていた。1928年にイリノイ・トラクション・システムが買収したエドワーズビルからアルトンを結んだインターアーバンに由来する東セントルイス地区にある区間が最後まで残存した。これはこの会社の路線がいくつかの町において急曲線のある併用軌道を通過することにより貨物輸送において短い車両と特別なハードウェアを必要としたためである。この貨物輸送の問題を不完全ながら解決するため新たなバイパス路線がいくつかの町の周囲に建設された。スプリングフィールドはこの例のひとつである。その他いくつかの町において、蒸気鉄道にバイパスを提供するために線路使用権の取り決めを並行する蒸気鉄道との間に行っていた。例走行の難しい町（町だけでなく鉄道もまた）の例はイリノイ州のモートン（ピオリアのすぐ東）だった。よく整備された架線と重軌条の線路が突如として煉瓦で舗装された中心街のメインストリートを走るようになっていた。

### インターアーバンの路線
- 1 ダンビル（Danville） - リッジ・ファーム（Ridge Farm） (1901-1936)
- 2 ダンビル - キャトリン（Catlin） (1902-1939)
- 3 ホーマー支線（Homer Branch） (1904-1929)
- 4 ダンビル - シャンペーン（Champaign） (1902-1953)
- 5 シャンペーン - ディケーター（Decatur） (1907-1955)
- 6 ディケーター - スプリングフィールド（Springfield） (1904-1955)
- 7 ディケーター - ブルーミントン（Bloomington） (1905-1953)
- 8 ブルーミントン - ペオリア（Peoria） (1907-1953)
- 9 ペオリア - スプリングフィールド (1906-1956)
- 10 スプリングフィールド - グラニット・シティ（Granite City） (1904-1956)
- 11 グラニット・シティ - セントルイス (1910-1958)
- 12 スタントン（Staunton） - ヒルズボロ（Hillsboro） (1905-1935)

### 衰退
世界恐慌の中、イリノイ・トラクション・システムの経営は傾いていた。イリノイ・トラクション・システムは多くの路面電車の営業を1930年代にやめ、そして1935年の公益事業持株会社法により電力の関連会社を切り離すことを余儀なくされた。旅客鉄道は1937年にイリノイ・ターミナル鉄道（ITR）として再編され、電化されたインターアーバン路線の運営を続けていた。長距離の連結された旅客電車による輸送をピリオアとダンビルからセントルイスの間でおよそ20年程度続けていた。郵便輸送が輸送サービスを存続させる収入の助けとなっていた。

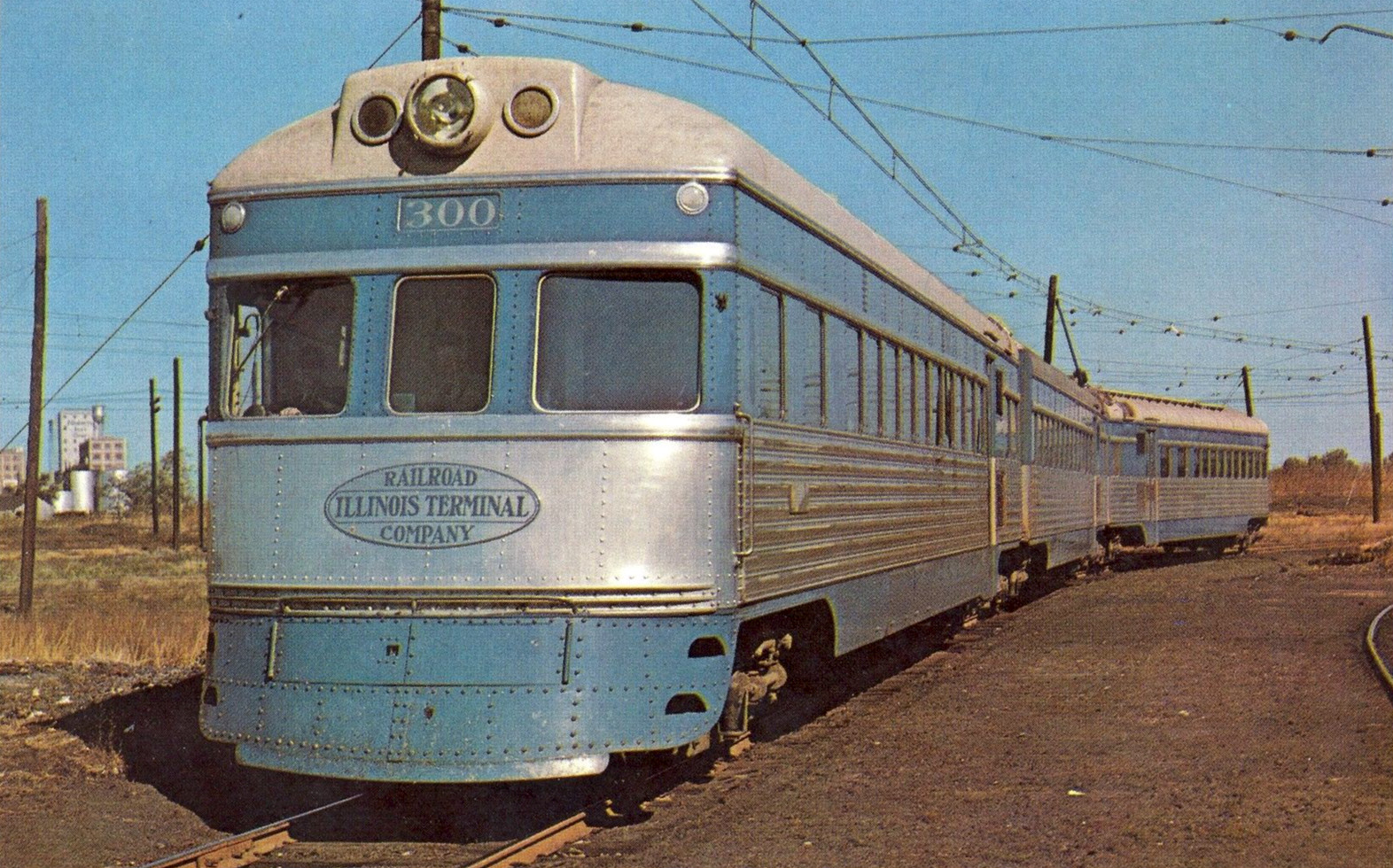
1950年代初頭の流線形の電車

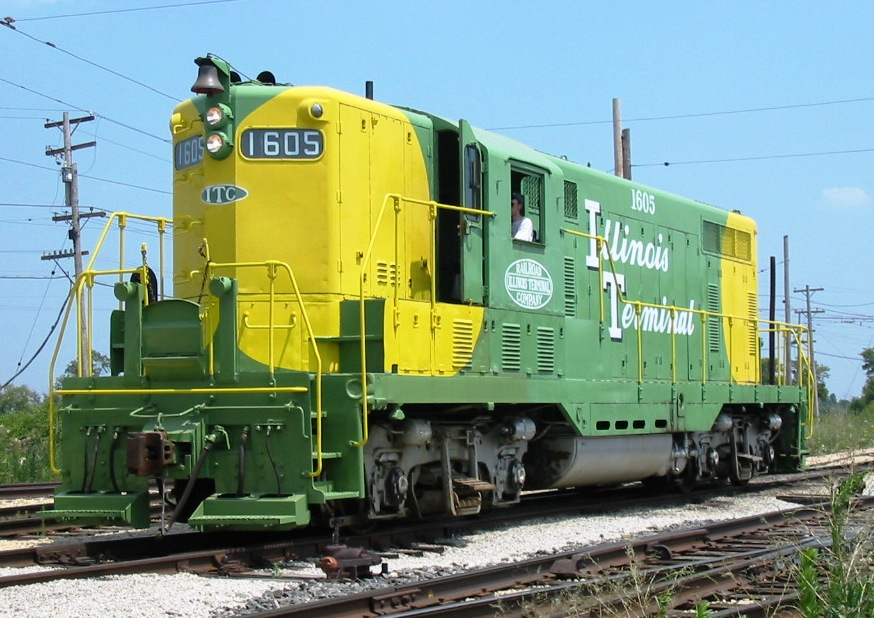
イリノイ鉄道博物館に動態保存されているイリノイ・ターミナル鉄道1605（GP7形ディーゼル機関車）

1950年代になると、自動車の優位が決定的となり、イリノイ・ターミナル鉄道の旅客輸送サービスが利益を生み出すことが絶望的になった。これはセントルイス・カー・カンパニーから高価な流線形電車（ストリームライナー）を購入した時よりも後のことだった。これらの電車はよく整備された郊外の専用軌道では十分な速度を出すことができた。しかし、路線沿いのいくつもの町にある併用軌道区間の急曲線を克服しなければならず、さらに故障が頻発した。さらに悪いことに、この新たな車両は他の鉄道や直通する高速道路がなく競合することのないセントルイスとピリオアの間でさえ一等展望車や食堂車を持っていても旅客を惹きつけることがなかった。1956年3月3日にイリノイ・ターミナル鉄道のインターアーバンの旅客輸送サービスは終了した。1958年には最後まで残ったセントルイスとグラニットの間の郊外電車の旅客営業が終了した。
イリノイ・ターミナル鉄道にはいくつかの重要な線路と貨物列車の顧客がいたため1956年6月に9個の一級鉄道に買収された。これらの集合体はイリノイ・ターミナル鉄道を買収した鉄道に貨物を運ぶディーゼルを動力としたショート・ラインとして利用していた。共同保有という形で再編されたイリノイ・ターミナル鉄道は架線を外され、ほとんど線路、特にインターアーバンの町や村の併用軌道区間が廃止となった。多くの地点でイリノイ・ターミナル鉄道の線路は隣接する路線と接続され、そしてオプションのルートとして利用できるようになった。その後の25年間（1956年-1981年）は非電化の線路でセントルイスの北と東でこの会社を所有している鉄道会社のための貨物輸送を行っていた。ノーフォーク・アンド・ウェスタン鉄道は1981年の9月1日にイリノイ・ターミナル鉄道の所有権を購入し、1982年の5月8日に正式に合併した。

## ミズーリ州セントルイスでの近年の営業
1989年にイリノイ・ターミナル鉄道の後継のノーフォーク・ サザン鉄道はノース・タッカー・ブールバード900にあるセントルイス・ポスト・ディスパッチ本社ビルからマッキンリーのすぐ南にあるブランチ・ストリート・ヤードまでのミズーリ州セントルイスにある残りの現役の線路をイリノイ州オファロンにあるアイロンホース・リソーシーズに売却した。アイロンホースはセントルイスでの操業のためにレイルロード・スイッチング・サービス・オブ・ミズーリ（RSM）という子会社を作った。RSMはセントルイス・ポスト・ディスパッチの本社ビルの基礎部分にある地下の貨物ホームへ収受した新聞紙用紙を積んだ有蓋車を運ぶために存在した。この用紙はポスト・ディスパッチ社が日刊の新聞の印刷をするために使われた。RSMの機関車はかつてアメリカ軍が保有していたEMD SW-8だった。機関車は使用されていないときはタッカー・ブールバードの地下にあるフェンスで囲まれたトンネルに置かれていた。ポスト・ディスパッチから線路は北に向かっていて、およそ4ブロックは地下を走りもう３ブロックはハードリー通りの中央を走っていた。州間高速道路70号線の陸橋では線路は1.5マイルの長さの橋を経由しながら北セントルイスを曲がりくねった線路で進み、ノーフォーク・サザン鉄道が設けていたブランチ・ストリートにある小規模な貨物ヤードに至っていた。RSMのセントルイスでの線路を使用した営業はRSMの乗務員が鉄道輸送をやめることを選んだ郵便局から最後の空の有蓋車を牽引した2004年の6月21日まで続いた。これに続いて、RSMの親会社であるアイロンホースは米国陸上運輸委員会に全線の廃止認可を2005年1月12日に請求し、後に認められた。線路と関係する施設の撤去が終了した後、タッカー・ブールバードの下の地下トンネルが埋められた。それからアイロンホース・リソーシーズは線路敷地とトレッスル橋を一部の線路敷地とトレッスル橋を歩行者と自転車の通れる道路にする計画を持っているグレート・リバース・グリーンウェイに売却した。Theこの路線跡は「The Trestle」と呼ばれる。

## 今日のイリノイ・ターミナル鉄道
ミシシッピ川に現存するマッキンリー橋は、当初1910年にイリノイ・トラクション・システムの電車がこの川を渡りセントルイスまで向かうために架けられたものである。一部のイリノイ・ターミナル鉄道とその関連会社の路線の一部はスプリングフィールドの南にあるインターアーバン・トレイルのようなレイル・トレイルとなっている。
イリノイ・トラクション・システムの発電所は電気鉄道が通っていた多くの町や都市で顧客に電気を販売していた。1930年代に鉄道と電力会社は分離した。かつて系列会社だった電力会社イリノイ・パワー・アンド・ライト社を形成するために分社化された。イリノイ・パワー・アンド・ライト社はアメレン社に買収されるまでイリノイ州の中央部と南部の大部分に電力供給を行っていた。親会社への統合は2004年に行われた。
シャンペーンのイリノイ・トラクション・ビルディング（イリノイ・トラクション・ステーションやイリノイ・パワービルディングという名前でも知られている）は1913年にジョセフ・ロイヤーにより設計された。このビルはイリノイ・トラクション・システムの本社として使われるとともに、シャンペーンでの旅客駅としても機能していた。こののちビルはイリノイ・ターミナル鉄道の本社ビルとなり、1985年まではイリノイ・パワー・アンド・ライトの本社ビルでもあった。このビルは2006年にアメリカ合衆国国家歴史登録財に登録された。
ノーフォーク・サザン鉄道は同社の30周年記念にNS #1072（EMD SD70シリーズディーゼル機関車）をイリノイ・ターミナル鉄道時代の塗装にした。